# Lítium-klorid
A Lítium-klorid egy lítium és klór alkotta vegyület, kémiai képlete LiCl. Fehér, vagy színtelen higroszkópos kristályokat alkot. A lítium-klorid tipikus ionvegyület, de a lítiumatom kis mérete miatt olyan tulajdonságokat mutat, amit a többi fém-klorid nem, például különösen jól oldódik poláris oldószerekben (100 ml vízben 20 °C-on 83,05 g oldódik) és higroszkópos tulajdonságú.

## Kémiai tulajdonságok
A többi fém-kloriddal ellentétben kristályvizes formában kristályosodik, mono-, tri- és pentahidrátja ismert. Vízmentes lítium-klorid előállítható a kristályvizes sók hevítésével. Az olvadt lítium-klorid a levegő nedvességtartalmával reagálva lítium-hidroxidot és hidrogén-kloridot alkot. Gázállapotban a lítium-klorid planáris gyűrűs molekulákat (di-, tri- és oligomerek) alkot. A lítium-klorid oldatok erősen korrozívak, kezelésükhöz megfelelő anyagok szükségesek. A tömény LiCl-oldat kárt tesz a betonban is.

## Előállítása
A lítium-klorid előállítása oldott lítium-hidroxid vagy lítium-karbonát sósavval való reakciójával történik: 
{\displaystyle \mathrm {LiOH+HCl\longrightarrow LiCl+H_{2}O} }
{\displaystyle \mathrm {Li_{2}CO_{3}+2\ HCl\longrightarrow 2\ LiCl+H_{2}O+CO_{2}\uparrow } }
Előállítható fém lítium és hidrogén-klorid gáz, vagy klórgáz reakciójával is, de a fém lítium drágasága miatt ezt a reakciót nem használják lítium-klorid előállítására.

## Felhasználása
A lítium-kloridot elsősorban lítium előállítására használják, amihez 55% lítium-kloridot és 45% kálium-kloridot tartalmazó elegy olvadékát elektrolizálják 450°-on. Az autóiparban emellett még folyasztószernek használják az alumíniumhoz. Higroszkópos tulajdonsága miatt párátlanításra is használják. Ennek a tulajdonságának köszönhetően felhasználják páratartalom-mérőkben. A só vezetőképessége nagyban függ a víztartalmától, így a vezetés mértékéből meghatározható a levegő pillanatnyi páratartalma.
A pirotechnikában a lítium-kloridot a láng sötétvörösre festésére alkalmazzák.

## Fordítás
- Ez a szócikk részben vagy egészben  a   Lithium chloride című angol Wikipédia-szócikk ezen változatának fordításán alapul.  Az eredeti cikk szerkesztőit annak laptörténete sorolja fel. Ez a jelzés csupán a megfogalmazás eredetét és a szerzői jogokat jelzi, nem szolgál a cikkben szereplő információk forrásmegjelöléseként.